# Епископ пакрачки Стефан
Стефан Крагујевић (Стефан Крагујевић, Осијек, 28. децембар 1803. — Пакрац, 25. јануар 1864) је био епископ Српске православне цркве на престолу пакрачких владика.

## Живот
Епископ Стефан рођен је 28. децембра 1803. у Осијеку. Српску основну школу и шест разреда гимназије завршио је у родном месту, филозофију у Сегедину и Кежмарку, права у Пожуну, а клирикалну школу у Карловцима. Пре примања монашког чина био је три године практикант у архиепископској канцеларији.
Замонашио га је 12. марта 1828. архимандрит Георгије (Хранислав) у манастиру Раковцу по чину „одјејанија рјаси и камилавки“, а 18. марта исте године митрополит Стефан (Стратимировић) рукоположио га јеу чин ђакона. У чин протођакона произвео га је епископ далматински Јосиф (Рајачић) 7. јула 1829. а у Вршцу га је исти епископ рукоположио 20. јуна 1835. за презвитера. Архимандритом хоповским постао је 14. јануара 1838. године.
На овом положају није се дуго задржао, јер је већ 1839. постављен за старешину манастира Ходоша. Када је епископ Јосиф (Рајачић) постао карловачки митрополит, архимандрит Стефан је 1842. именован генералним викаром Далматинске епархије. Иако је изабран за епископа пакрачког 1843. године, устоличен је у Пакрацу тек 1848. године. За време мађарске буне епископ Стефан држао се веома резервисано.
Као епископ пакрачки посебну пажњује поклонио подизању српских основних школа и њиховом реформисању под надзором црквено-просветних власти. Од својих окружних протопрезвитера тражио је да га сваке године радовно извештавају шта су учинили на побољшању наставе у школама. За потребе богословско-учитељске школе, чију је наставу повисио са две на три године, подигао је у Пакрацу 1853. нову школску зграду.
Умро је у Пакрацу 25. јануара 1864. године